# ブナ (パプアニューギニア)
ブナ (英: Buna)は、パプアニューギニアのパプア地方のオロ州の村。
10数軒の先住民の住居と滑走路跡がある。
ココダおよびココダトレイルの登山口となっている。 

## 第二次世界大戦
太平洋戦争中の1942年（昭和17年）7月21 - 22日、日本軍はブナに上陸し、飛行場を建設。またポートモレスビー作戦の根拠地として使用した。攻勢に転じた連合国軍によって1943年（昭和18年）1月、日本軍守備隊は全滅した。
連合国軍はブナをラバウル・ラエ方面攻撃の飛行場として、またラエ・サラモアの戦いの策動根拠地として使用した。
戦後、日本人の手により遺骨収集が続けられていた。2012年（平成24年）には、歩兵第229連隊第3大隊の兵士の水筒が遺族に届けられたことが報道された。